# クミコ・グレース
クミコ・グレース（くみこ ぐれーす、1968年5月2日 - ）は、日本の元AV女優。

## 略歴・人物
- 1990年、アロックスの「グリーン・ドア」でAVデビュー。「グリーン・ドア」のケース裏面に、「TV・グラビアモデルからAV界へ一大転身」との表記あり[1]。

## 出演作品

### アダルトビデオ

#### 「大沢ゆかり」 名義
- ブルーレイプ 襲られる（1984年4月10日、にっかつ）主演:井上麻衣
- 不思議な時間（1988年1月15日、ホップビデオ）※イメージビデオ
- 情婦 アマン（1988年6月25日、新東宝ビデオ）※イメージビデオ
- 不思議な少女（1988年12月20日、笠倉出版社）※イメージビデオ
- 13人の乳姫たち 天下無敵の胸制猥褻（1989年10月21日、新東宝ビデオ）全13名
- コレクター北条満編集 11 オ○ニー狂い Vol.2（1996年、イメージボックス 	MD-27）全20名
- 個人的体験 井上美樹 大沢ゆかり（?、スペリオール SP-01）※イメージビデオ
- アブナイ天使たち 沢田ユカ 井上華菜 大沢ゆかり（?、イメージ・ボックス IBV-008）※イメージビデオ
- 裸舞レター（?、イメージ・ボックス IB-36）※イメージビデオ

#### 「クミコ・グレース」 名義
1990年
- グリーン・ドア（1月10日、アロックス AG-001）＊AVデビュー作
- マンイーター 男喰い（アロックス AG-020）
- わいせつ黙示録（SUMTECH）

1991年
- 快楽への螺旋階段（9月20日、大陸書房）
- 麗奴クミコ 禁色の館（アートビデオ 1263）
- MONTHLY GLORIA 創刊顔シャ号（アロックス AG-033）全7名
- WOMAN（アロックス AG-044）
- 撮り下ろし絶頂絶命（アートビデオ 1272）全3名

1992年
- ネーちゃんのぶっとい乳房 PART.II（6月18日、K.K.タイリク）全8名
- クミコ・グレースの復活の日（10月10日、マックス・エー）
- スーパービザール 2 危険な遊戯 クミコ・グレース（11月30日、シャイ企画）
- ボディコンスペシャル 4 クミコ・グレース（12月4日、エッチアールシー）

1993年
- ヌキどころは3P クミコ・グレース 水沢あのん 真田真琴 全3名（7月3日、アルテック LJ-8）
- スリムBODY クミコ・グレース 坂口しおり 南まりか 全3名（9月3日、アルテック LJ-013）
- 口感度 NO.1（パワープレイ）
- 腰砕け クミコ・グレース 須磨れい子 宇佐美奈々 冬木あづさ（チャンネルセブン CS-010）

2000年
- Mr.ミネックの快楽生肉愛奴 9（2月25日、アートビデオ）全6名

### アダルトDVD

#### 「クミコ・グレース」 名義
2002年
- やめて･･･ 3（3月22日、シャイ企画）

2003年
- SHY VINTAGE 可愛ゆう+クミコ・グレース（2月28日、シャイ企画）
- REVIVAL COLLECTION 7 よみがえるAV黄金期の女優たち 3 鮎川真理 五島めぐ クミコ・グレース 後藤えり子 吉川りりあ（写真集+DVD）（4月20日、鹿砦社 RS-07）全5名
- プロジェクトXXX フェロモン女優セレクション（7月18日、日本メディアサプライ）全10名

2004年
- トーキョー ラブラブガールズ Vol. 7（1月20日、オリエンタルドリーム）全4名

2005年
- 濃縮リバイバー VOL.1 桜樹ルイ・クミコグレース（7月22日、グラントレコーズ）

2007年
- Legend VOL.11 クミコ・グレース（1月26日、エー・エス・ジェイ）＊「グリーンドア」「WOMAN」「マンイーター 男喰い」「沖縄ラブストーリー」（大沢ゆかり名義[3]）を収録
- サムライポルノ VOL.8:クミコ・グレース（4月25日、サムライポルノ）

2010年
- 麗奴クミコ＋セクシーマスペット クミコ・グレース 浅井理恵（5月26日、アートビデオ）＊「麗奴クミコ／クミコ・グレース」「セクシーマスペット／浅井理恵」を収録

2011年
- 生贄のマドンナたち 本田亜里沙 クミコ・グレース（8月15日、エイジーエイ）
- 夢の11連発 VOL.5（10月15日、エイジーエイ）全11名

発売年不明
- レジェンド 7 小鳩美愛 小林ひとみ 御藤静 憂木瞳 斉藤唯 松坂季実子 クミコグレース（麒麟堂 L7-02）DVD 全7名

### テレビ番組

#### 「大沢ゆかり」 名義
- 新ハングマン 第4話「兵隊を密輸する悪ガードマン会社」（1983年8月19日、テレビ朝日系）
- 宇宙刑事シャリバン 第26話「憎しみの罠 メイクアップ大戦争」（1983年9月2日、テレビ朝日系）
- 流れ星佐吉 第18話「とんだ情けの大道中」（1984年7月31日、フジテレビ系）
- 世にも奇妙な物語 冬の特別編「復讐クラブ」（1991年1月3日、フジテレビ）
- 世にも奇妙な物語 春の特別編「朝まで生殺人」（1991年4月4日、フジテレビ）
- NASA〜未来から落ちてきた男〜（1991年8月23日、フジテレビ・金曜ドラマシアター）
- 赤い霊柩車 30「龍野武者行列殺人事件」（2012年9月28日・10月5日、フジテレビ・金曜プレステージ）

## 書籍

### 写真集

#### 「クミコ・グレース」 名義
- 愛奴写真館 ジャジャXX（1992年2月20日、大陸書房）撮影:大木真澄
- クミコ・グレース写真集 ボンデージ女優（ヒロイン）（1992年8月27日、大陸書房）撮影:大木真澄 ISBN 9784803342246
- 女性アイドル写真集 スキャンダル クミコ・グレースほか 全10名（1993年4月15日、綜合図書）撮影:伊藤啓一
- 女性アイドル写真集 美縛の悦奴 美縛の麗人 2 クミコ・グレースほか 全13名（1993年6月20日、ミリオン出版）撮影:大木真澄
- 女性アイドル写真集 LOVE KILLS 愛奴 大木真澄大全集 クミコ・グレースほか多数（1996年5月11日、海王社）撮影:大木真澄 ISBN 9784877240448
- REVIVAL COLLECTION 7 よみがえるAV黄金期の女優たち 3 鮎川真理 五島めぐ クミコ・グレース 後藤えり子 吉川りりあ（写真集+DVD）（2003年4月20日、鹿砦社 RS-07）ISBN 9784846305017 全5名
- クミコ・グレース写真集 X-Power Series2（発売日不明、日向書房）撮影:大木真澄

### 雑誌

#### 「大沢ゆかり」 名義
- アクションカメラ 1983年1月号（ワニマガジン社）
- GORO 1983年2月24日号（小学館）
- 平凡パンチ 別冊 1983年3月号、5月号、9月号、1984年1月号（平凡出版）
- スコラ 1983年4月28日号（スコラ）
- jab 1984年1月号（辰巳出版）
- WEEKLY プレイボーイ 1988年3月15日号（集英社）

#### 「クミコ・グレース」 名義
- GORO 1990年11月8日号（小学館）
- WEEKLY プレイボーイ 1990年11月20日号（集英社）
- 下着ファッション 1991年 No.35（1991年1月1日、光彩書房）
- ACTRESS 1991年3月号（リイド社）
- URECCO 1991年1月号、1992年11月号（ミリオン出版）
- 魅惑のランジェリー 1991年1月号（光彩書房）
- ランジェリー・コレクション No.14（1992年8月30日、光彩書房）
- ビデオ THE ワールド 1993年5月号、1994年11月号（白夜書房）

### ビニ本
- クミコ・グレース ・・・奥まで（発売年不明、マスコット出版）